# Tabanus wokei
Tabanus wokei är en tvåvingeart som beskrevs av David Fairchild 1983. Tabanus wokei ingår i släktet Tabanus och familjen bromsar.
Artens utbredningsområde är Bolivia. Inga underarter finns listade i Catalogue of Life.